# Крилце или кълка
„Крилце или кълка“ (на френски: L'Aile ou la cuisse) е френска ексцентрична комедия от 1976 г. Филмът е една от класиките на френското комедийно кино. В главните роли са Луи дьо Фюнес, Колюш, Жулиен Гиомар, Ан Закариас, Клод Жансак, Жан Мартен и Фернан Гио. Режисьор на филма е Клод Зиди. Първоначално за ролята на Жерар Дюшмен е бил избран Пиер Ришар, но тъй като той е бил прекалено зает с друга продукция, ролята е поета от Колюш.

## Сюжет
Внимание:  Текстът по-долу разкрива сюжета на произведението (или части от него)!
Шарл Дюшмен е известен и уважаван гастроном. Заедно със сина си Жерар, Дюшмен се маскира (включително и като жена), за да влезе необезпокояван в най-различни ресторанти, където дегустира храната, тъй като е и издател на популярен кулинарен справочник. Той повежда война срещу производителя на полуфабрикати и собственик на ресторанти за бързо хранене Жак Трикател. Неговата корпорация, „Трикател“, залива френския пазар с евтина, но безвкусна храна, която заплашва да унищожи френското кулинарно изкуство. Дюшмен е поканен в известно телевизионно предаване, където трябва да демонстрира таланта си, но го сполетяват неочаквани препятствия – синът му иска да стане цирков артист, вместо да наследи професията на баща си, а после той, известният гастроном Дюшмен, загубва вкусовите си способности...

## В ролите
| Актьор        | Роля                         |
| ------------- | ---------------------------- |
| Луи дьо Фюнес | Шарл Дюшмен                  |
| Колюш         | Жерар Дюшмен                 |
| Жулиен Гиомар | Жак Трикател                 |
| Клод Жансак   | Маргьорит #1                 |
| Ан Закариас   | Маргьорит #2 (заместничката) |
| Жерар Букарон | Фисел                        |
| Фернан Гио    | Дюбрьой                      |
| Филип Бувар   | Филип Бувар – водещият       |
| Жан Мартен    | Лекарят                      |
| Жорж Шамара   | Доайенът на академиците      |
| Реймон Бусиер | Анри                         |
| Марсел Далио  | Шивачът                      |

## Награди
- 1978 - „Златен екран“, Германия.